# Coccophagus apricus
Coccophagus apricus är en stekelart som beskrevs av Annecke och Insley 1970. Coccophagus apricus ingår i släktet Coccophagus och familjen växtlussteklar. Inga underarter finns listade i Catalogue of Life.